# Autobusna linija br. 107 u Zagrebu
Linija 107 (Jankomir – Žitnjak) gradska je autobusna linija ZET-a u Zagrebu. Povezuje robne terminale i industrijsko-poslovne zone na Jankomiru i Žitnjaku, a prolazi uz kvartove i ustanove pri Zagrebačkoj i Slavonskoj aveniji, uključujući: Špansko, Prečko, Rudeš, Trešnjevku, Knežiju, Trnje, Kozari bok, Sky Office Tower, Vjesnik, NSK i I. postaju prometne policije Zagreb. 

## Trasa
Prometuje na trasi: Robni terminali Jankomir – Ljubljanska avenija – Zagrebačka avenija – Slavonska avenija – Žitnjak okretište
Postoje polasci koji prometuju na skraćenim trasama:
- Jankomir – Radnička
  - Služi za dolazak autobusa iz spremišta i njihovo povlačenje tijekom dana.
- NSK → Jankomir
  - Jedan polazak radnim danom u 20:45. Služi za dolazak autobusa s linije 221 koji obavlja večernju smjenu na liniji 107.

## Raspored
Linija prometuje radnim danom i subotom u tri smjene:
|           | Prometovanje  | Slijed                                          | Br. voznih redova |
| --------- | ------------- | ----------------------------------------------- | ----------------- |
| 1. smjena | 4:20 – 8:20   | 20 – 35 min.                                    | 5                 |
| 2. smjena | 11:35 – 17:50 | 20 – 40 min.                                    | 5                 |
| 3. smjena | 20:45 – 22:50 | 84 min. prema Žitnjaku 101 min. prema Jankomiru | 1 (ln. 221)       |

|           | Prometovanje  | Slijed       | Br. voznih redova |
| --------- | ------------- | ------------ | ----------------- |
| 1. smjena | 4:40 – 7:25   | 25 – 70 min. | 2                 |
| 2. smjena | 12:45 – 15:55 | 70 – 90 min. | 1                 |
| 3. smjena | 20:40 – 22:50 | 95 min.      | 1 (ln. 228)       |

Večernju smjenu obavljaju autobusi s drugih linija prije povlačenja u spremište. Radnim danom s linije 221, a subotom s linije 228.
Na liniju 107 je disponirano 5 zglobnih autobusa radnim danom, a subotom 1 zglobni i 1 standardni autobus. Autobusi dolaze iz Autobusnog pogona Dubrava.

## Vanjske poveznice
- Vozni red linije 107

1. ↑  Datoteke u GTFS formatu. zet.hr. Pristupljeno 5. lipnja 2025. - Sadrži informacije tijela javne vlasti u skladu s Otvorenom dozvolom